# حسین عسگری
حسین عسگری (زاده ۱۲ دی ۱۳۳۲) داور سابق فوتبال اهل ایران است.
وی رئیس کنونی دپارتمان داوری فدراسیون فوتبال ایران است و در مدتی سرپرست کمیته داوران نیز بوده‌است.
عسگری در جام‌جهانی زیر ۱۷ سال ۱۹۹۵ اکوادور و در جام‌جهانی ۱۹۹۲ فوتسال هنگ کنگ قضاوت کرده‌است.

## شهرآورد تهران
حسین عسگری در تیم داوری ۲ دربی تهران حضور داشته‌است
| دو بازی کمک داور بوده‌است |                 |                                |                                                        |
| دربی                     | تاریخ           | نتیجه بازی                     | گروه داوری                                             |
| شماره ۳۳                 | ۴ خرداد ۱۳۶۹    | استقلال ۲ - پرسپولیس ۱         | منوچهر نظری -- محمد فنایی -- حسین عسگری -- مسعود عنایت |
| شماره ۳۱                 | ۱۰ فروردین ۱۳۹۰ | استقلال ۰ (۲) - پرسپولیس ۰ (۴) | هادی دزفولی -- حسین عسگری -- حسین خوشخوان              |

منبع